# Prasinocyma pictifimbria
Prasinocyma pictifimbria là một loài bướm đêm trong họ Geometridae.